# Puccinia stenotaphri
Puccinia stenotaphri ist eine Ständerpilzart aus der Ordnung der Rostpilze (Pucciniales). Der Pilz ist ein Endoparasit von Lampenputzergräsern, Borstenhirsen und Stereochlaena cameronii. Symptome des Befalls durch die Art sind Rostflecken und Pusteln auf den Blattoberflächen der Wirtspflanzen. Das Verbreitungsgebiet umfasst Mosambik, Mauritius, Indien, Florida und Puerto Rico.

## Merkmale

### Makroskopische Merkmale
Puccinia stenotaphri ist mit bloßem Auge nur anhand der auf der Oberfläche des Wirtes hervortretenden Sporenlager zu erkennen. Sie wachsen in Nestern, die als gelbliche bis braune Flecken und Pusteln auf den Blattoberflächen erscheinen.

### Mikroskopische Merkmale
Das Myzel von Puccinia stenotaphri wächst wie bei allen Puccinia-Arten interzellulär und bildet Saugfäden, die in das Speichergewebe des Wirtes wachsen. Spermogonien oder Aecidien sind nicht bekannt. Die gelblichen bis bräunlichen Uredien wachsen beidseitig auf den Blättern des Wirts. Ihre Uredosporen sind ellipsoid bis oval, 30–40 × 25–28 µm groß, gold- bis zimtbraun und fein stachelwarzig. Die Telien der Art sind schwarz und von der Epidermis bedeckt. Die braunen Teleutosporen sind zweizellig, keulenförmig bis langkeulenförmig und 44–60 × 19–26 µm groß; ihre Stiele sind 15 µm lang und bräunlich.

## Verbreitung
Das Verbreitungsgebiet von Puccinia stenotaphri umfasst Mosambik, Mauritius und Indien, auch in Florida und auf Puerto Rico wurde die Art nachgewiesen.

## Ökologie
Die Wirtspflanzen von Puccinia stenotaphri sind Lampenputzergräser (Pennisetum) spp., Borstenhirsen (Setaria spp.) und Stereochlaena cameronii. Der Pilz ernährt sich von den im Speichergewebe der Pflanzen vorhandenen Nährstoffen, seine Sporenlager brechen später durch die Blattoberfläche und setzen Sporen frei. Die Art verfügt über einen Entwicklungszyklus mit Telien und Uredien, Spermogonien und Aecidien fehlen.